# Аперитив
Аперитивът е спиртно питие, което се консумира преди ядене с цел стимулиране на апетита. Често се поднася с малка порция храна, като маслини и ядки. Думата идва през френски от латински: „aperire“, „отварям“.
Аперитивът се появява за първи път през 1786 когато Антонио Бенедето Карпано произвежда в Торино вермута. Културата на аперитива се развива в края на 19 век в Европа. Преди 1900 г. и в САЩ е било нещо обикновено храненето да започва с аперитив. Въпреки това, има сведения, че тази практика е съществувала още по времето на Древен Египет.
Няма точно определен вид алкохол, който винаги да се ползва за аперитив, макар че често използвани за целта са ликьорите. Един от най-разпространените аперитиви е шерито, но тази практика варира в географско отношение. Например в Гърция, традиционният местен аперитив е узото, във Франция друга анасонова напитка – пастис, а в Чехия – бехеровка. Популярни са горчивите на вкус аперитиви.
Във Франция ритуалът по храненето включва не само аперитив, но и дижестив, който най-често също е ликьор или силен алкохол. Предназначението му е да спомогне по-бързото усвояване на храната.
Традиционният аперитив в България е ракията, която също така може да се използва и за дижестив.
На български език аперитив може да означава и заведение за сервиране на аперитиви.